# Vluchteling

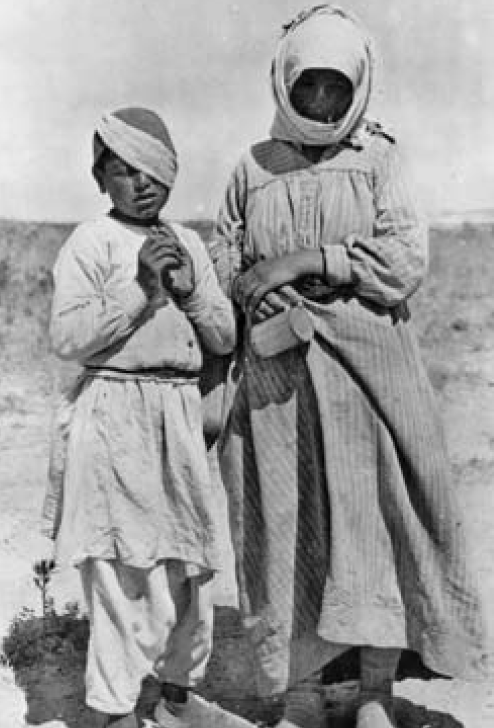
Een Armeense vrouw en haar zoon. Twee vluchtelingen tijdens de Armeense Genocide, 1919.

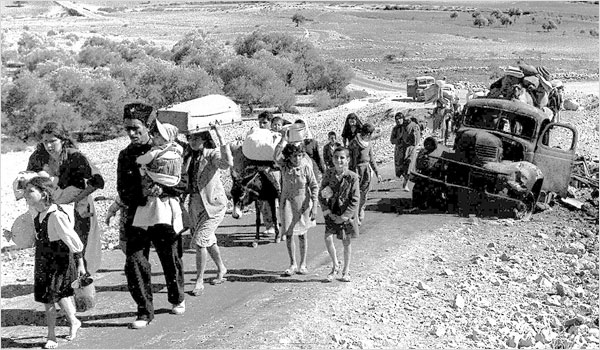
Palestijnse vluchtelingen in 1948

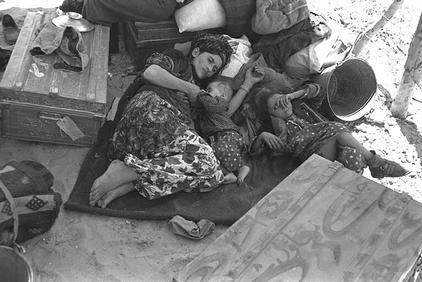
Joodse vluchtelingen uit Irak in 1951.

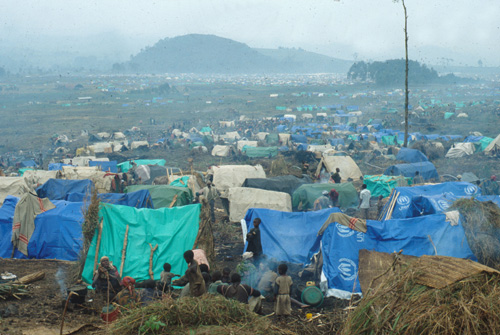
Vluchtelingenkamp voor Rwandezen gelegen in wat nu het oosten van de Democratische Republiek Congo is, 1994

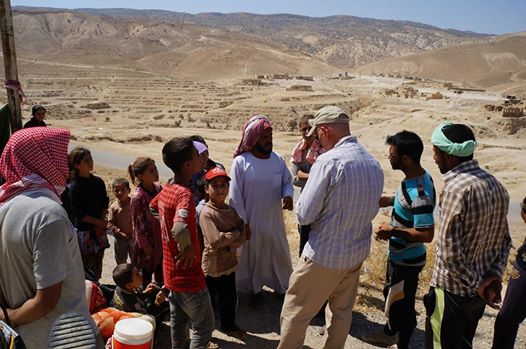
Jezidi vluchtelingen en Amerikaanse hulpverleners op de berg Sinjar in augustus 2014

Een vluchteling is iemand die zijn oorspronkelijk woongebied is ontvlucht uit vrees voor diens leven en veiligheid, vanwege onder andere geweld of vervolging van sociale groepen en politieke overtuigingen. De meeste vluchtelingen komen uit gebieden met oorlog of dreiging daartoe, of uit staten waar grove schendingen van de mensenrechten plaatsvinden. In het recente verleden is ook meer en meer aandacht gegaan naar klimaatvluchtelingen, mede als gevolg van de opwarming van de Aarde.
De lidstaten van de Verenigde Naties organiseren sinds 2000 jaarlijks op 20 juni de Wereldvluchtelingendag.

## Verdrag
Op 28 juli 1951 werd te Genève een vluchteling gedefinieerd in het eerste artikel van het internationaal verdrag betreffende de status van vluchtelingen als "een persoon die uit gegronde vrees voor vervolging wegens zijn ras, godsdienst, nationaliteit, het behoren tot een bepaalde sociale groep of vanwege zijn politieke overtuiging, zich bevindt buiten het land waarvan hij de nationaliteit bezit, en die de bescherming van dat land niet kan of, uit hoofde van bovenbedoelde vrees, niet wil inroepen, of die, indien hij geen nationaliteit bezit en verblijft buiten het land waar hij vroeger zijn gewone verblijfplaats had, daarheen niet kan of, uit hoofde van bovenbedoelde vrees, niet wil terugkeren. Indien een persoon meer dan één nationaliteit bezit, betekent de term "het land waarvan hij de nationaliteit bezit" elk van de landen waarvan hij de nationaliteit bezit. Een persoon wordt niet geacht verstoken te zijn van de bescherming van het land waarvan hij de nationaliteit bezit, indien hij, zonder geldige redenen ingegeven door gegronde vrees, de bescherming van een van de landen waarvan hij de nationaliteit bezit, niet inroept."
De meeste vluchtelingen halen de grens niet eens. Wereldwijd zijn er ruim 12 miljoen vluchtelingen en 25 miljoen ontheemden. Ontheemden zijn vluchtelingen binnen de eigen landsgrenzen.
Onder bovenstaand Verdrag moeten landen vluchtelingen aanvragen voor asiel in behandeling nemen. Vluchtelingen kunnen onder dit verdrag niet gedwongen worden terug te keren naar hun land van herkomst. De conventie wordt echter op grote schaal geschonden; zestien landen staan ieder jaar een bepaald aantal mensen uit vluchtelingenkampen toe om binnen hun landsgrenzen te verblijven: Australië, Benin, Brazilië, Burkina Faso, Canada, Chili, Denemarken, Finland, IJsland, Ierland, Nederland, Nieuw-Zeeland, Noorwegen, Zweden, het Verenigd Koninkrijk en de Verenigde Staten. De meeste vluchtelingen anno 2013 zijn afkomstig uit Irak, Somalië en de Afghanistan.
In Nederland worden de aanvragen voor een verblijfsvergunning van asielzoekers en vluchtelingen behandeld door de Immigratie- en Naturalisatiedienst van het ministerie van Justitie en Veiligheid. Dit is een bestuursrechtelijke procedure, waarin bezwaar en beroep mogelijk is (rechtsgang via de rechtbank en in hoger beroep de Raad van State. Tegen beslissingen van de Raad van State kan ook worden opgekomen bij het Europees Hof voor de Rechten van de Mens te Straatsburg indien deze in strijd worden geacht met een bepaling uit het Europees Verdrag voor de Rechten van de Mens.
Asielzoekers worden tijdens hun aanvraag van een verblijfsvergunning veelal bijgestaan door gespecialiseerde asiel- of vreemdelingenadvocaten. In Nederland zijn zij georganiseerd in de Vereniging Asieladvocaten en -juristen Nederland (VAJN).
Ook worden asielzoekers juridisch en maatschappelijk bijgestaan door beroepskrachten en vrijwilligers uit diverse hulporganisaties, waaronder VluchtelingenWerk Nederland. Een landelijke belangenbehartiger en spreekbuis van vluchtelingen-zelforganisaties in Nederland is de VON (Vluchtelingen Organisaties Nederland).
Een asielaanvraag kan worden afgewezen indien de aanvrager blijkt, evident niet te voldoen aan de criteria (dan heet de aanvraag manifest ongegrond), of als de asielzoeker (naar het oordeel van de ambtenaar) niet voldoende aannemelijk maakt aan die criteria te voldoen (en hij het ook niet kan bewijzen). Afwijzen kan ook omdat hij eerder neerstreek in een ander veilig land, waar dan zijn aanvraag had moeten zijn ingediend en behandeld (veilig derde land- of land van eerste ontvangst-beginsel). Vluchtelingen die hun reis naar Nederland niet onderbraken, maar slechts op doorreis via andere landen naar Nederland kwamen, behoren hier wel erkend te worden.

## Verschil tussen asielzoeker en vluchteling
In het dagelijks taalgebruik bestaat verwarring tussen de begrippen asielzoeker en vluchteling. Strikt genomen kan iedere vreemdeling die een asielaanvraag heeft ingediend asielzoeker worden genoemd, en zijn alleen diegenen als vluchteling aan te merken die voldoen aan de daarvoor geldende criteria uit artikel 1A van het verdrag (vervolging op grond van politieke overtuiging, ras of behoren tot een sociale groep). Indien dit erkend wordt, zijn ze erkende vluchtelingen. Iemand die wel voldoet aan de criteria, maar (nog) niet als zodanig (h)erkend is door het land waar hij asiel vraagt, voldoet wel aan de criteria en is in strikte zin dus al wel een vluchteling. Omdat asielprocedures voor erkenning soms bewijzen eisen, die niet altijd voorhanden zijn, zal ook een klein deel van de afgewezen asielzoekers mogelijk toch voldoen aan de strikte definitie van vluchteling. Dit blijkt ook omdat het soms voorkomt dat 'uitgeprocedeerde' asielzoekers later bij het Europese Hof voor de Rechten van de Mens alsnog hun oorspronkelijke asielaanvraag gehonoreerd krijgen. Of omdat ze later alsnog een bewijzend document over hun vervolging bemachtigen, waarmee ze in een nieuwe asielprocedure alsnog erkend worden. Een deel van de asielzoekers, en ook een klein deel van de afgewezen asielzoekers, is dus wel degelijk gelijktijdig ook vluchteling. Vaak is niet meteen duidelijk voor wie dat wel en niet geldt.

## Vluchtelingen in Nederland
Na 1914 kwamen er meer dan een miljoen Belgische vluchtelingen naar Nederland. In 1950 kwamen veel mensen uit de Molukken naar Nederland. In 1993 en 1994 kwamen er respectievelijk 35.400 en 52.575 vluchtelingen naar Nederland. In 1998 kwamen 45.215 en in 1999 39.305. In het jaar 2000 vluchtten 43.560 mensen naar Nederland, in 2001 32.580. Tijdens de crisis in Syrië in 2015/16 staken er veel bootvluchtelingen de Middellandse Zee over, waarvan een aantal uiteindelijk in Nederland terechtkwam. In de eerste helft van 2021 vroegen 6.016 mensen asiel aan, waarvan een derde afkomstig is uit Syrië.

### Belgische vluchtelingen in de Eerste Wereldoorlog
Na de Duitse inval in 1914 sloegen miljoenen Belgen op de vlucht. Honderdduizenden trokken via Oostende en Zeebrugge naar Engeland. Evenveel trokken verder naar Frankrijk. Meer dan een miljoen vluchtelingen trokken naar Nederland. Onder hen bevonden zich ook 35.000 militairen, die werden geïnterneerd. Duizenden “gemotiveerden” van hen zouden ontsnappen, om via Groot-Brittannië en Frankrijk opnieuw deel te nemen aan de oorlog.

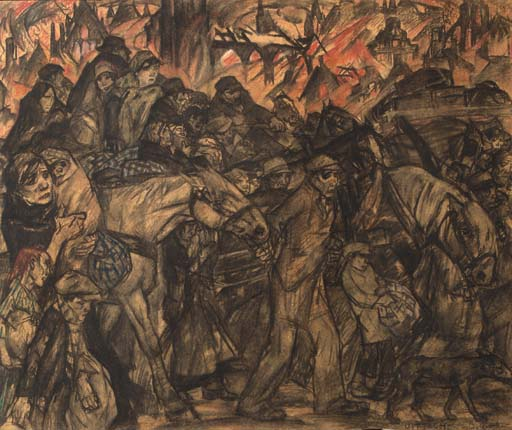
De Nederlandse kunstenaar Leo Gestel maakte een serie werken met de vluchtelingen uit België.

De Duitsers probeerden de vluchtelingenstroom van België naar Nederland te stoppen door langs de Nederlands-Belgische grens een afrastering van prikkeldraad neer te zetten, die onder elektrische spanning gezet werd. Veel onwetende vluchtelingen vonden hier de dood. De afrastering was twee meter hoog en bijna tweehonderd km lang. De spanning op het prikkeldraad bedroeg 2.000 volt wisselspanning.
Het grootste deel van de burgervluchtelingen keerde voor het einde van het jaar weer terug naar huis, maar meer dan 100.000 Belgen bleven in Nederland. Wie niet zelf in zijn levensonderhoud kon voorzien (ongeveer 20.000 mensen) werd ondergebracht in vluchtoorden te Gouda, Uden, Nunspeet en Ede, die onder toezicht stonden van de Nederlandse overheid en waar men tot het einde van de oorlog onder zeer goede omstandigheden werd gehuisvest.
De vluchtelingen in Groot-Brittannië stichtten hele Belgische kolonies met alles erop en eraan. Typerend zijn de katholieke kerken en gemeenschappen in een overwegend protestants land. Vele duizenden Belgische kinderen zouden hun eerste of plechtige communie doen in Groot-Brittannië. Het Belgisch leven liep er gewoon verder.
De gevluchte Belgen die niet naar het front moesten, gingen aan het werk in hun gastland. In Frankrijk werd de inzet en ijver van de Belgen gewaardeerd door de fabrikanten en de boeren. Bij de rijkere burgerij stonden Belgische dienstmeisjes goed aangeschreven.
In heel het Britse Rijk en in vele neutrale landen werden inzamelacties gehouden om de arme Belgen te helpen. Vrouwenorganisaties in Australië, Nieuw-Zeeland en Canada zamelden geld en kleding in voor de Belgen.

## Vluchtelingen in het Midden-Oosten

### Palestijnse vluchtelingen
Sinds de Arabisch-Israëlische Oorlog van 1948 zijn er ongeveer 5 miljoen Palestijnse vluchtelingen. Zij bevinden zich voor een groot deel nog steeds in vluchtelingenkampen in veel Arabische landen, maar ook in de Gazastrook en op de Westelijke Jordaanoever (inclusief Oost-Jeruzalem). In 1949 is voor deze vluchtelingen door de Verenigde Naties een aparte organisatie in het leven geroepen, de United Nations Relief and Works Agency for Palestine Refugees in the Near East (UNRWA). Op dat moment waren er ongeveer 750.000 Palestijnse vluchtelingen. Onder meer in de wijk Yarmouk, bij Damascus is een grote concentratie van Palestijnse vluchtelingen. Veel van deze vluchtelingen zijn al meerdere malen gevlucht. Sinds de bezetting van de Palestijnse gebieden door Israël in 1967 zijn er ook meer zogenoemde 'displaced persons' in bij gekomen. Zolang er nog geen oplossing is voor het Israëlisch-Palestijns conflict zullen deze vluchtelingen als zodanig blijven bestaan.

## Vluchtelingen in de literatuur
Het lot van vluchtelingen en asielzoekers en de moeilijkheden zie zij ondervinden in hun toevluchtsoord komen aan de orde in de werken van diverse auteurs. Bekende voorbeelden zijn:
- Ali en Nino - Kurban Said (1937)
- Wat is de wat" - Dave Eggers (2006)
- Dit zijn de namen - Tommy Wieringa (2012)
- Hoe ik talent voor het leven kreeg - Rodaan Al Galidi (2016)
- Exit west - Mohsin Hamid (2017)

## Zie ook

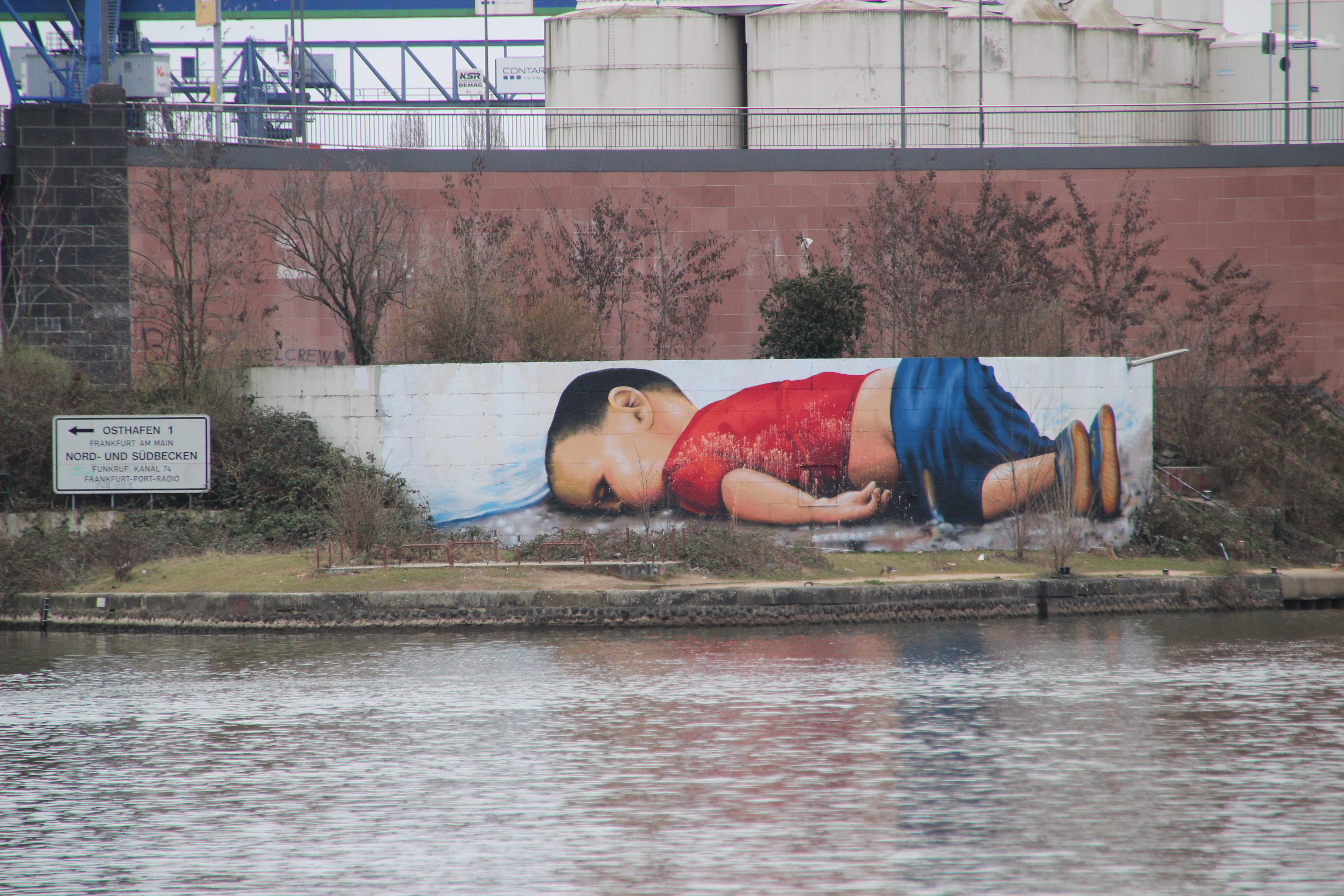
De foto van de peuter Alan Kurdi gaf een nieuw perspectief en veranderde de houding van veel mensen over de Europese migrantencrisis